# Драги Коцев
Драги Коцев (на македонска литературна норма: Драги Коцев) е футболист от Северна Македония, който играе за Локомотив (Пловдив).

## Кариера
Роден е на 25 февруари 1987 година в Скопие. Започва да тренира футбол в малкия македонски клуб ФК Ява. На 14-годишна възраст, през 2001 г., е привлечен в детско-юношеската школа на „Пирин“ (Благоевград), заедно със сънародника си Зоран Златковски. Двамата минават първо през юноши младша, а след това и през юноши старша възраст на „орлетата“. През 2004 г. стигат до мъжката селекция на Пирин и дебютират в А група. През сезон 2007/08 Коцев е преотстъпен да трупа опит във втородивизионния „Пирин“ (Гоце Делчев). Там се представя отлично, вкарва 8 гола в 20 мача и след края на сезона е върнат в Пирин от Благоевград. През следващите сезони той си извоюва титулярно място и става ключов играч на „орлетата“. След продажбата на Борис Галчев в ЦСКА (София) през януари 2010 г., Драги получава капитанската лента. През лятото на 2010 преминава в Локомотив Пловдив.